# دانشگاه براویجایا
دانشگاه براویجایا (اندونزیایی: Universitas Brawijaya) در ۱۹۶۳ تأسیس شده‌است و در مالنگ اندونزی قرار دارد و یکی از دانشگاه‌های دولتی این کشور است. این دانشگاه با بیش از ۳۰٬۰۰۰ دانشجو و مقاطع تحصیلی دیپلم، کارشناسی، کارشناسی ارشد، دکتری، و برنامه‌های تخصصی پزشکی در ۱۶ دانشکده، یکی از دانشگاه‌های پیشرو در مالزی است.